# Original Net Animation
Original Net Anime (ONA) är en form av anime som sänds direkt på Internet. Begreppet ONA myntades först av skaparna av Lingerie Senshi Papillon Rose och anses idag som en relativt accepterad term då det inte finns en annan för anime som sänds över Internet direkt. De flesta ONA-serierna är verk av fans, men serier som Mahou Yuugi släpptes på Internet innan det började gå på TV.

## Exempel på ONA
- Ayumayu Gekijou
- Be Rockin'
- Lingerie Senshi Papillon Rose